# Scraptia adenensis
Scraptia adenensis es una especie de coleóptero de la familia Scraptiidae.

## Distribución geográfica
Habita en Adén (Yemen).